# مقاطعة ريفوجيو (تكساس)
مقاطعة ريفتوجيو (بالإنجليزية: Refugio  County)‏ هي إحدى المقاطعات في ولاية تكساس، الولايات المتحدة الأمريكية.